# Tal der Langballigau
Das Tal der Langballigau ist ein Naturschutzgebiet in den schleswig-holsteinischen Gemeinden Westerholz, Langballig und Dollerup im Kreis Schleswig-Flensburg.

## Allgemeines
Das rund 124 Hektar große Naturschutzgebiet ist unter der Nummer 137 in das Verzeichnis der Naturschutzgebiete des Ministeriums für Landwirtschaft, Umwelt und ländliche Räume eingetragen. Es wurde Ende 1990 ausgewiesen (Datum der Verordnung: 13. Dezember 1990). Das Naturschutzgebiet ist größtenteils Bestandteil des FFH-Gebietes „Küstenbereiche der Flensburger Förde von Flensburg bis Geltinger Birk“ und größtenteils vom Landschaftsschutzgebiet „Flensburger Förde“ umgeben. Zuständige untere Naturschutzbehörde ist der Kreis Schleswig-Flensburg.

## Beschreibung
Das Naturschutzgebiet liegt östlich von Flensburg. Es stellt das in einer glazialen Rinne liegende, tief eingeschnittene Bachtal der Langballigau mit ihrem weitgehend naturnah mäandrierenden Verlauf nebst den beiden Nebenbächen Schulau und Schiebek unter Schutz. Die Langballigau verfügt über flutende Vegetation. Sie wird von feuchten Grünlandbereichen mit Hochstaudenfluren, Röhrichtflächen und Bruchwäldern begleitet. Hier wachsen Mädesüß, Kohldistel, Waldengelwurz und das Breitblättrige Knabenkraut. In den Bruchwäldern kommen Schwertlilie und Wasserminze vor. Auf den Talhängen stocken naturnahe Laub- und Mischwälder mit Bergahorn, Ulme, Buche und Esche oder reine Buchenwälder. Im Norden ist eine salzwasserbeeinflusste Grünlandfläche in das Naturschutzgebiet einbezogen. Durch den Einfluss von Überschwemmungen ist auch der untere Teil des Bachtales teilweise salzwasserbeeinflusst. In dieser Fläche befindet sich als archäologisches Bodendenkmal ein großes Grabhügelfeld mit der Bodendenkmalnummer aKD-ALSH-004051 des Archäologischen Landesamtes Schleswig-Holstein.

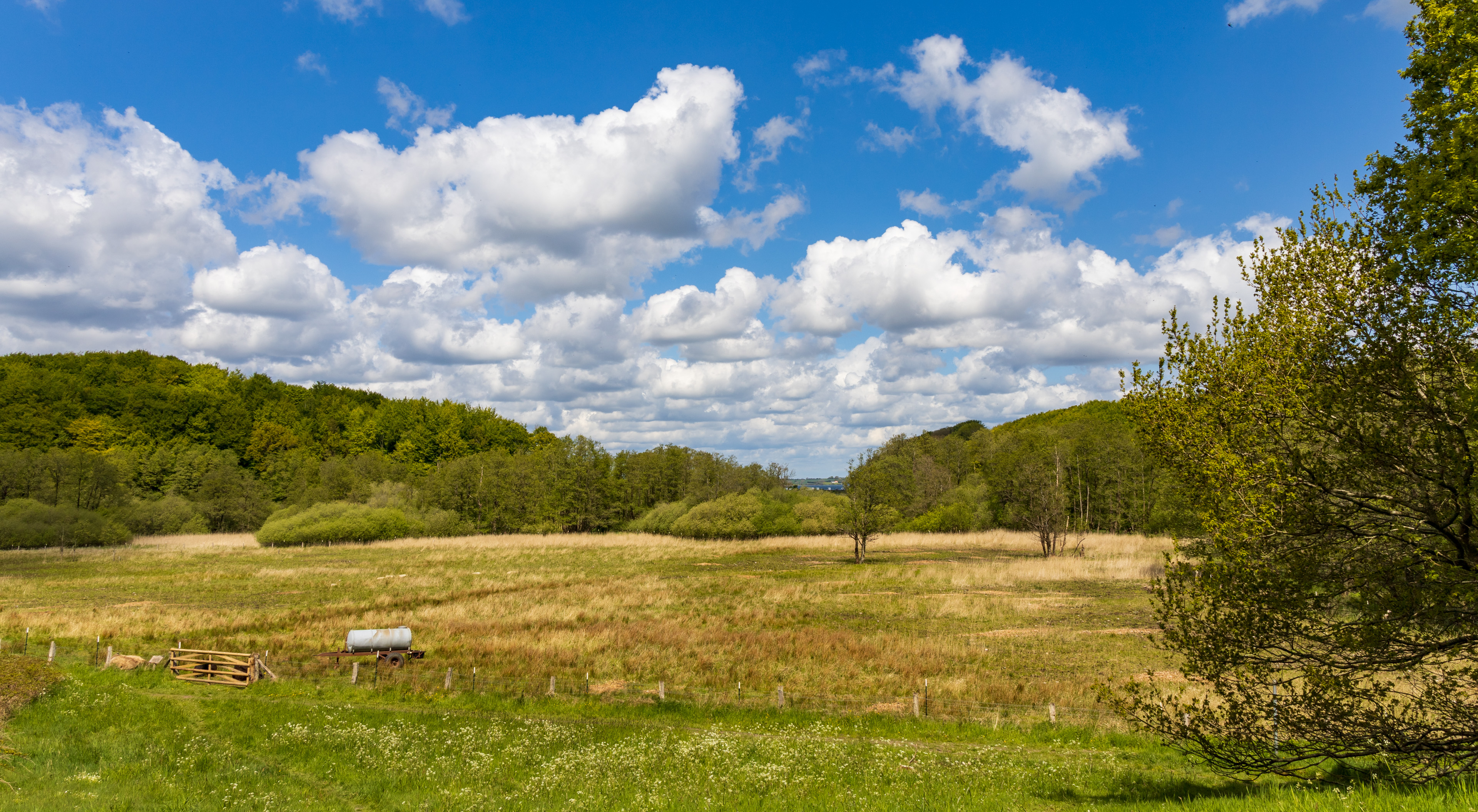
Tal der Langballigau bei Unewatt, Blick Richtung Mündung

Die Flächen im Naturschutzgebiet wurden früher landwirtschaftlich genutzt. Sie wurden nach der Unterschutzstellung aus der Nutzung genommen, die natürlich feuchten Bereiche wiedervernässt und ihrer natürlichen Entwicklung überlassen. Auch feuchte Grünlandbereiche sollen als Lebensraum erhalten bleiben. Dafür werden Teilbereiche im Naturschutzgebiet mit Robustrindern extensiv beweidet, um so Röhricht und Gebüsche zurückzudrängen.
Die Bachtäler sind Lebensraum von Gebirgsstelze und Eisvogel sowie zahlreichen weiteren Vogelarten. Weiterhin kommen hier viele Libellen-, Heuschrecken- und Schmetterlingsarten vor.
Das Naturschutzgebiet wird bei Langballigholz kurz vor der Mündung der Langballigau in die Flensburger Förde von der Kreisstraße 97 gequert. In Unewatt östlich von Langballig ist das Naturschutzgebiet durch den Ort unterbrochen. Durch das Naturschutzgebiet verlaufen mehrere Wanderwege. Das Gebiet, das vom Naturschutzverein im Amt Langballig betreut wird, gehört der Stiftung Naturschutz Schleswig-Holstein.